# Криворожская городская община
Криворожская городская территориальная община (укр. Криворізька міська територіальна громада) — территориальная община в Криворожском районе Днепропетровской области Украины с административным центром в городе Кривой Рог.

## История
Образована согласно распоряжению Кабинета Министров Украины № 709-р от 12 июня 2020 года «Об определении административных центров и утверждении территорий территориальных общин Днепропетровской области», с территорией и населенными пунктами Криворожского городского совета Днепропетровской области.

## Характеристика
В состав общины вошли город Кривой Рог, сёла Новоивановка, Терноватый Кут и посёлки Авангард, Горняцкое и Коломийцево.
Площадь 444,4 км², население 622 012 человек, из них: городское — 619 278 человек, сельское — 2 734 человека (2020).